# 한국기자협회
한국기자협회(韓國記者協會, 영어: Journalists Association of Korea)는 대한민국의 신문사와 방송사, 그리고 뉴스통신사에 종사하는 현직 기자 직능 단체이다.

## 창립
한국기자협회는 1964년 8월 17일 당시 추진하던 비민주적인 악법인 언론윤리위원회법 저지를 위한 투쟁의 구심체로 창립되었다. 언론자유 수호, 기자자질 향상, 기자권익 옹호, 국제교류 강화, 민족동질성 회복 등의 5대 강령을 표방하고 있다. 한국신문협회, 한국신문편집인협회 등과 함께 언론기관단체의 하나이며, 회원의 수가 세 단체 가운데 가장 많다.

## 조직
총회를 최고 의결기구로 하고, 15명의 회장단과 30여명의 이사, 5개 상임분과위원회(보도자유 ·권익옹호 ·조사연구 ·국제교류 ·자격징계)가 본회를 운영하며, 2012년 현재 지역별로는 10개 시 ·도 지부, 172개 회원사, 1만여명의 기자가 회원으로 가입되어 있다.

## 활동
언론윤리위원회법 제정 반대투쟁(1964년)을 벌여 언론윤리위원회법 제정을 포기시킨 것을 시작으로, 1970년대 정부의 언론통제 정책에 맞서 1971년 “자유언론수호를 위한 행동강령”을 제정하고, 1973년 “언론자유수호결의”, 1974년 “자유언론실천선언” 등 언론자유 수호를 위한 투쟁을 전개했다. 창립 이래 언론자유 신장을 위한 캠페인과 각 회원사 기자들의 언론자유수호운동의 구심체가 되었고, 기자들의 급료인상과 근로조건개선 등의 권익옹호를 위해서는 경영주들에 대한 압력단체로서의 영향력을 행사하기도 하였다.
기관지인 《기자협회보》는 처음 월간으로 창간했다가 1968년부터는 주간으로 발행하여 언론계 전문지로서의 기능을 수행하였으나, 1975년 3월 폐간당한 이후에 한때는 월간으로 발행하다가 현재는 주간으로 발행되고 있다.
기자들을 위한 복지사업으로는 무주택 기자들을 위한 기자촌(記者村)을 건립하였고, 매달 이달의 기자상, 매년 한국기자상을 시상하고 있으며, 회원 자질향상을 위해 세미나와 국내외 연수 등도 실시하고 있다. 1982년부터는 회원들의 취재에 도움을 주기 위하여 연례적으로 기자수첩을 발행하여 무료로 배포하고 있다. 국제언론단체와의 유대강화를 위해 자유진영언론인들의 모임인 국제기자연맹(IFJ)에 정회원으로 가입되어 있다.

## 회원사
다음은 한국기자협회 회원사이다.

### 중앙(서울)

#### 방송
- KBS
- EBS
- MBC
- SBS
- JTBC
- 채널A
- TV조선
- MBN
- 연합뉴스TV
- YTN
- TBS
- BBS
- CBS
- MTN
- SBS CNBC
- 한국경제TV

### 신문
- 조선일보
- 중앙일보
- 대한경제
- 동아일보
- 한국일보
- 세계일보
- 한겨레
- 경향신문
- 국민일보
- 내일신문

## 같이 보기
- 한국신문협회
- 국제 언론인 협회
- 국경없는 기자회